# Pietro Paolo Operti
Pietro Paolo Operti (Bra, 8 novembre 1704 – Bra, 7 aprile 1793) è stato un pittore italiano.

## Biografia
Figlio di Costanzo e Andrieta, si formò come pittore a Bologna, ma non è chiaro sotto chi. Versando in gravi difficoltà economiche, fu costretto a tornare a Bra, dove vendette gran parte delle proprie opere, prima di riuscire ad ottenere numerosi incarichi presso famiglie private e frati francescani che gli permisero di mantenere un buon tenore di vita. Dipinse numerose tele in varie località del Piemonte: il Transito di San Giuseppe e la Madonna con il Bambino, i Santi Filippo Neri e Grato presso il Duomo di Alba; per la Cappella del Cristo Risorto nella chiesa della Santissima Trinità a Bra, tra cui le 14 tele della Via Crucis (1764-1765) originariamente dipinte per i frati francescani, ma portate in questa chiesa nel 1795; un Sant'Ignazio di Loyola per il Santuario della Madonna dei Fiori e una Santa Vittoria (1763), originariamente dipinta per i francescani; in collaborazione con il pittore di quadratura Bernardino Barelli, una serie di affreschi mitologici (1772) per Palazzo Fracassi a Cherasco (1772); l'interno della chiesa di Santa Chiara in Operti, quattro stanze del Palazzo Valfré a Bonzo; la cupola della chiesa della Confraternita di San Rocco a La Morra; due tele presso il Santuario della Beata Vergine Maria di San Giovanni a Sommariva del Bosco; la chiesa di Santa Maria degli Angeli e il Santuario della Madonna dei Fiori a Bra; due tele che raffigurano San Rocco e Santa Vittoria nella Chiesa di Sant'Andrea a Bra.